# Hipoplasia de cartílago-cabello
La hipoplasia cartílago cabello es una enfermedad , dentro del grupo de las condrodisplasias, de origen congénito, presente desde el momento del nacimiento, que provoca enanismo por afectación de los cartílagos metafisarios. Los miembros de las personas afectadas son cortos (micromelia) y presentan deformidades, el cabello es fino y de crecimiento lento, es frecuente la alopecia y existe una deficiencia del sistema inmunitario de grado variable que hace al individuo más susceptible a contraer diversas infecciones y que estas tengan manifestaciones más graves de lo habitual, especialmente en el caso de la varicela que puede resultar mortal. Otros trastornos asociados que han sido mencionados incluyen la enfermedad de Hirschsprung, linfomas y atresia de esófago.
La primera descripción fue realizada en el año 1965 por McKusick en pacientes pertenecientes a grupos Amish de Estados Unidos, posteriormente se han detectado casos en Europa, sobre todo en Finlandia. La enfermedad es hereditaria según un patrón autosómico recesivo, por lo que si una pareja tiene un hijo afectado, la probabilidad de recurrencia es del 25 %. Está causada por una mutación en el gen RMRP situado en el cromosoma 9, locus 9p21-p12.